# Tetralophodon
Tetralophodon («чотирьохгребеневий зуб») — викопний рід «тетралофодонових гомфотеріїв», що належив до надродини Elephantoidea. Відомий з міоцену Африки та Євразії.

## Опис

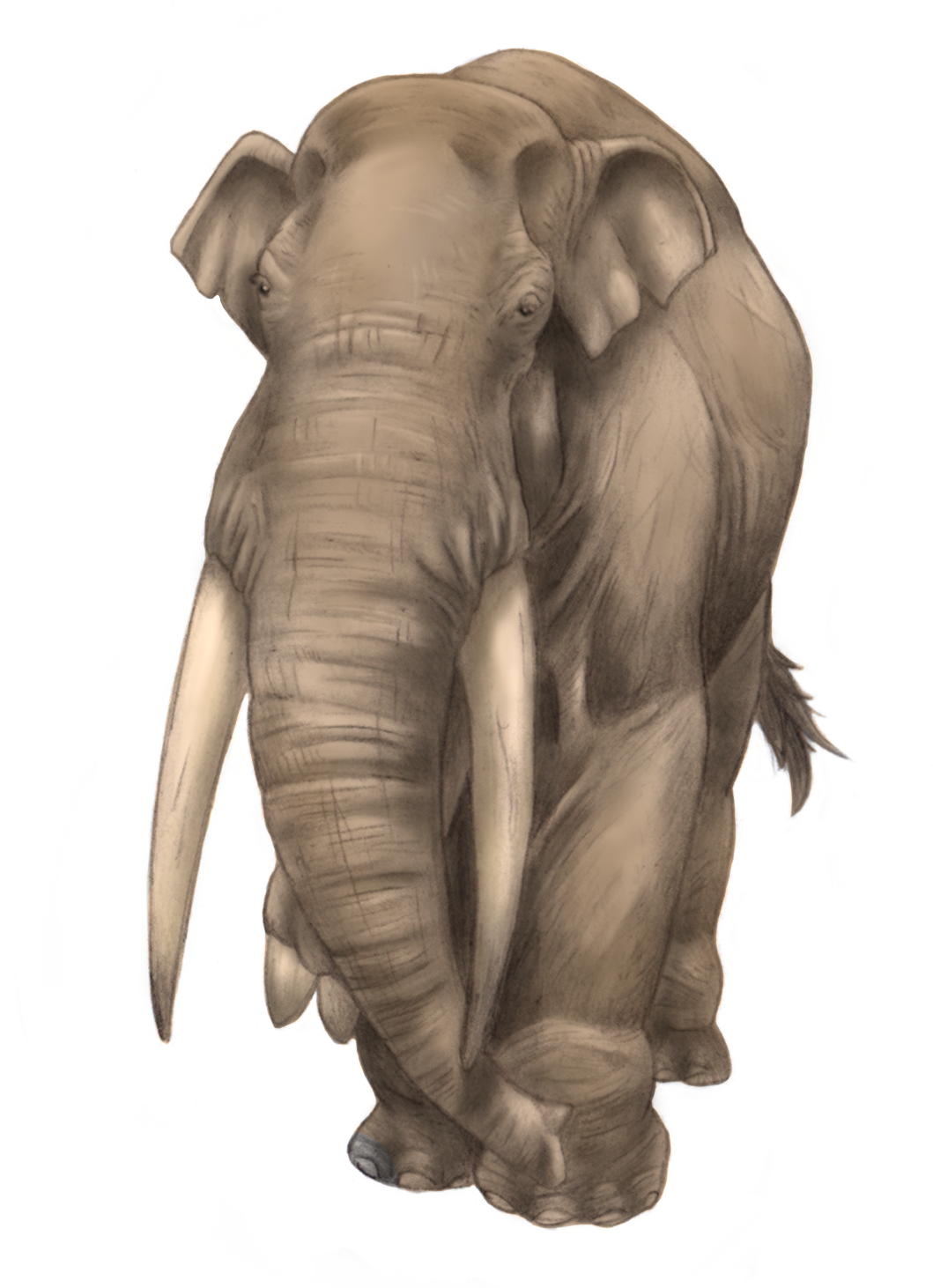
Реконструкція

Тетралофодон був схожою на слона твариною, яка існувала від пізнього міоцену до середнього пліоцену.
Тетралофодон мав чотири бивні та хобот і був приблизно 2,58–3,45 м у висоту в плечах і вагою до 10 тонн.

## Розповсюдження
Ці тварини були дуже поширеними і успішними хоботними. Їх скам'янілості були знайдені від пізнього міоцену до середнього пліоцену в Європі, Азії та Африці. Більшість скам'янілостей тетралофодону стосуються 4-гребеневих зубів. Північноамериканські види, T. campester і T. fricki, були переміщені до роду Pediolophodon у 2007 році.